# Конрад фон Даун
Конрад фон Даун (на немски: Erzbischof Konrad von Mainz; Konrad III von Dhaun; Konrad von Stein Erzbischof von Mainz; * ок. 1380; † 10 юни 1434, Елтвиле) от фамилията на вилд- и Рейнграфовете на Даун-Щайн-Кирбург, е като Конрад III курфюрст и архиепископ на Майнц (1419 – 1434).

## Биография
Той е син на вилд- и Рейнграф Йохан II фон Щайн-Даун († 1383) и втората му съпруга графиня Юта фон Лайнинген-Дагсбург († 1394), дъщеря на граф Фридрих VIII фон Лайнинген-Дагсбург († 1397) и Йоланта фон Юлих († 1387).
Конрад фон Даун е записан през 1390 г. да следва, заедно с по-големия му брат Йохан III фон Даун († 1428), в университета в Хайделберг. Конрад става през 1396 г. каноник в Майнц, а през 1414 г. пропст на императорската катедрала „Св. Бартоломей“ във Франкфурт на Майн. На 10 октомври 1419 г. е избран за архиепископ на Майнц. Жителите на Майнц обаче са враждебно настроени към клеруса. На 15 декември 1419 г. той е одобрен от папа Мартин V.
През август 1421 г. Конрад участва в т. нар. Втори Кръстоносен поход срещу хусистите, заедно с архиепископ Дитрих II от Кьолн и пфалцграф Лудвиг III от Пфалц към Бохемия.
На Райхстага в Нюрнберг на 25 август 1422 г. крал Сигизмунд Люксембургски го прави имперски викар. Конрад се отказва от позицията си имперски викар през май 1423 г. заради опозицията на пфалцграф Лудвиг и други. През 1424 г. той е в сдружението на курфюрстовете против крал Сигизмунд. Конрад обявява през 1427 г. война против Графство Валдек.
През 1429 г. Конрад пътува като имперски канцлер за Братислава (Пресбург), за да участва в преговорите на крал Сигизмунд с ръководещите на хуситите. През 1430 г. озлобените патриции напускат град Майнц, а клеруса през 1432 г., заради въведените данъци. На 14 май 1434 Конрад издава екскомуникация над града. Той умира обаче скоро след това на 10 юни 1434 г. и е погребан в катедралата на Майнц.